# .284 Winchester
.284 Winchester набій який відродився завдяки інтересу стрільців на далекі відстані. Компанія Winchester продовжує виробництво гільзи з 1963 року. Представлений компанією Winchester в 1963 році набій .284 Winchester який мав досягти продуктивності набоїв .270 Winchester та .280 Remington в новій самозарядній гвинтівці Winchester Модель 100 та важільній гвинтівці Winchester Модель 88.
Результатом став набій калібру 7 мм з загальною довжиною майже рівною набою .308 Winchester, але з більш широкою гільзою, що збільшило об'єм пороху до рівня набоїв .270 Winchester та .280 Remington. 

## Історія
Набій .284 Winchester використовували в важільній гвинтівці Savage Модель 99, самозарядній гвинтівці Winchester Модель 100 та важільній гвинтівці Winchester Модель 88, також компанія Ruger випустила невелику партію гвинтівок Ruger M77 під цей набій. Ultra Light Arms до сих пір випускає гвинтівки Модель 20 під набій .284 Winchester.

## Параметри набою
.284 Winchester має об'єм гільзи 4.29 мл (66 гран H2O). Гільза має зменшений фланець, а більший діаметр гільзи такий само як і набоїв Магнум з пояском.
.284 Winchester максимальні параметри набою за C.I.P. Всі розміри в міліметрах (мм).
Американці визначили б кут плеча як альфа/2 = 35 градусів. Загальний крок нарізів для набою становить 254 мм (1 на 10 in), 6 канавок, Ø полів = 7,00 мм, Ø канавок = 7,19 мм, ширина поля = 2,79 мм, а тип капсулю є великим гвинтівковим.
Згідно з офіційними рекомендаціями C.I.P. гільза .284 Winchester може витримати до 440 МПа (63,816 psi) п'єзотиску. В країнах де використовують регулювання C.I.P. кожна комбінація гвинтівкових набоїв повинна була перевірена на 125% максимального тиску C.I.P. з метою сертифікації для продажу.
За SAAMI обмеження тиску набою .284 Winchester становить 56000 PSI (386 МПа).
Для збереження загальної довжини набою при використанні довгих важких куль потрібна глибша посадка в гільзу. Через це зменшується об'єм пороху, що впливає на продуктивність набою у порівнянні з довшими набоями, наприклад, .280 Remington.
Американський набій .280 Remington є найближчим за балістикою до набою .284 Winchester. Набій .280 Remington має нижчий максимально допустимий тиск в патроннику за C.I.P 405 МПа (58 740 psi) і має дещо більший об'єм гільзи.

## Сучасне використання
Для полювання на оленів та вилорогів на відкритій місцевості достатньо набою .284 Winchester спорядженого гостроносою кулею вагою Speer 130-гранів (8,4 г), яка має швидкість 3 100 фут/с (940 м/с), навіть і при стрільбі з короткоствольної гвинтівки. Для полювання на велику дичину потрібні кулі вагою від 150 до 160 гранів (10 г). Найкращими порохами є H4831, H450, H4350, H414, IMR-4350 та IMR-4831.
Ці дані балістики набою .284 Winchester показують, що він дорівнює набою .280 Remington з кулею такої самої ваги. Короткі гірські гвинтівки під набій .284 Winchester не часто мають стволи довжиною 24 дюйми. Набій .284 Winchester випускала лише компанія Winchester.
Інколи набій використовують для цільової стрільби на далекі відстані, наприклад, змагання F-Class та стрільба відстань в 1000 м, де учасники самі споряджають набої вручну. Для цієї мети набій .284 Winchester споряджають кулями вагою 175 та 180 гран з дуже низьким лобовим опором.
Набій .284 Winchester не є популярним в Європі, де він конкурує з набоєм 7×64mm, на який він схожий за балістикою. У порівнянні з набоєм .284 Winchester набій 7×64mm має нижчий максимально допустимий тиск в патроннику за C.I.P., оскільки канал стволу для європейського 7 мм набою дещо більший. Європейський набій 7 мм має діаметр канавок 7,24 мм (0.285 in). Американський набій 7 мм має діаметр канавок 7,21 мм (0.284 in).

### Кустарні набої
Незважаючи  на те, що час від часу набій використовували в різних заводських гвинтівках, основною причиною його тривалого існування є використання набою як бази для кустарних набоїв. Кустарні набої не регулюються правилами C.I.P. або SAAMI, тому кустарні набої можуть мати вищі робочі тиски. Набій .284 Winchester є базою для таких кустарних набоїв, як 6мм-284, 6,5мм-284, .284 Shehane, .30-284, .338-284,35-284, .450 Bushmaster та .375-284, а також пістолетного набою .475 Wildey Magnum.
У тих країнах де законодавство забороняє цивільним використовувати зброю під військовий набій, можно використовувати кустарний набій .30-284 для переробки надлишкових військових гвинтівок. Таку переробку можна зробити з російською гвинтівкою Мосіна-Нагана та швейцарською Шмідта–Рубіна, а також гвинтівки під набій 7,5×54 French MAS. Найпростіше замінити патронник, якщо ствол того самого калібру, наприклад .30 cal. або 7,62 мм, але при цьому повністю заміняють патронник. C.I.P. визнала та зареєструвала набої 30-284 NOLASCO та дуже схожий (в США його вважають "кустарним набоєм" на базі набою .284 Winchester) 30-284 Win.. Обидва ці патронника повністю заміняють оригінальний патронник 7,5×54мм MAS. Вони обидва мають однакові рейтинги тиску від C.I.P., як і у набою 7,62×54мм MAS, але відрізняються загальною довжиною через довжину кулі - набій NOLASCO має довшу кулю для кращого живлення та покращеного балістичного коефіцієнту, а також для відповідності більш поширеній європейській загальній довжині набою в 76 мм, більш наближений до набою 7,5x54мм French та 7,5×55мм Swiss.
В 2008 році найбільш популярним та корисним став створений на базі гільзи .284 Winchester набій 6.5-284 Norma. Цей колишній кустарний набій було створено шляхом обтискання оригінальної гільзи Winchester .284 до 6,5 мм (.264), його розробили для стрільби на далекі відстані по мішеням, де стрільці заряджають набої вручну. На той час це був найбільш популярний не кустарний набій, який використовували спортсмени в змаганнях F-класу та на 1000 ярдів/м бенчрест-змагання. В 2022 році через розвиток в конструкціях куль, оригінальна гільза Winchester .284 стала популярною серед стрільців F-класу іншими набоями .284 калібру (7мм), які було створено на базі оригінальної конструкції (наприклад, .284 KMR, .284 Shehane, .284 Wheeler, .284 Ackley Improved).
Багато власників старих швейцарських службових гвинтівок в США використовують гільзи .284 Winchester для отримання набоїв, що можуть замінити дорогі набої 7.5×55mm Swiss GP11.
Навесні 2021 року фінська компанія з випуску набої Lapua відновила випуск гільз .284 Winchester brass (Product No. 4 PH 7284), again, since Spring 2021.